# Palaeoniscidae
De Palaeoniscidae zijn een familie van uitgestorven straalvinnige beenvissen (Actinopterygii) toegeschreven aan de orde Palaeonisciformes. De familie omvat het geslacht Palaeoniscum en mogelijk andere vroege actinopterygische geslachten uit het Paleozoïcum en Mesozoïcum. De naam is afgeleid van de Oudgriekse woorden παλαιός (palaiós, oud) en ὀνίσκος (oniskos, 'kabeljauw' of pissebed).

## Historische achtergrond
De familie kreeg voor het eerst de naam Palaeoniscini door prins Charles Lucien Bonaparte in 1846 en Palaeonisciden door Carl Vogt in 1851. Later werd de familienaam gestandaardiseerd naar Palaeoniscidae. Het auteurschap van de familie Palaeoniscidae wordt in de literatuur variabel toegeschreven aan Bonaparte of Vogt. Vogt schreef de volgende geslachten toe aan Palaeoniscidae: Palaeoniscum, Platysomus (verkeerd gespeld als Platysemius), Amblypterus, Eurynotus, Pygopterus en Acrolepis. Met uitzondering van Palaeoniscum werden deze geslachten later in afzonderlijke families geplaatst (Platysomidae, Amblypteridae) of worden ze als incertae sedis beschouwd.
In de loop der jaren zijn veel andere geslachten van vroege actinopterygiërs uit het Paleozoïcum en Mesozoïcum naar Palaeoniscidae verwezen vanwege oppervlakkige overeenkomsten met het typegeslacht Palaeoniscum uit het Guadalupien-Lopingien (Midden-Laat-Perm) van Europa. Overeenkomsten werden opgemerkt in hun algemene morfologie, zoals de kogelvormige kop en voorwaartse positie van de relatief grote ogen, de grote opening en schuine kaakondersteuning, het lichaam bedekt met kleine, ruitvormige schubben die vaak pen-en-socket-articulatie vertonen, en de opstelling en structuur van de vinnen, inclusief de heterocercale staartvin. Deze kenmerken zijn echter plesiomorf voor actinopterygiërs. Veel taxa die aan Palaeoniscidae worden toegeschreven, missen apomorfieën die hen veilig met Palaeoniscum zouden verbinden. Als gevolg hiervan is Palaeoniscidae sensu lato een prullenbaktaxon geworden (waarschijnlijk parafyletisch).
In strikte zin zouden de Palaeoniscidae alleen het geslacht Palaeoniscum moeten omvatten en alleen die geslachten die er nauw verwant aan zijn. Vanwege onvoldoende kennis van Palaeoniscum en vele andere vroege actinopterygiërs, en omdat de meeste van deze taxa nooit zijn opgenomen in cladistische analyses, is het nog steeds onzeker welke andere geslachten dan Palaeoniscum in Palaeoniscidae sensu stricto moeten worden geplaatst om dit een monofyletische groep te maken.

## Classificatie
De volgende lijst bevat soorten en geslachten die in het verleden naar Palaeoniscidae zijn verwezen, meestal vanwege de grote gelijkenis met Palaeoniscum gratislebeni. Veel van deze taxa zijn slecht bekend en zijn nooit geanalyseerd in cladistische studies. Hun opname in Palaeoniscidae is in de meeste gevallen twijfelachtig en vereist bevestiging door cladistische analyses. De vermelde taxa zouden impliceren dat het temporele bereik van de familie Palaeoniscidae zich uitstrekte van het Vroeg-Perm tot het Krijt. Als alleen soorten van Palaeoniscum worden opgenomen, zou het temporele bereik van de familie beperkt zijn tot het Midden-Laat-Perm.
- Familie †Palaeoniscidae Vogt, 1852
  - Geslacht ?†Agecephalichthys Wade, 1935
    - †Agecephalichthys granulatus Wade, 1935

  - Geslacht ?†Atherstonia Woodward, 1889 [Broometta Chabakov, 1927]
    - †Atherstonia scutata Woodward, 1889 [Atherstonia cairncrossi Broom, 1913; Amblypterus capensis Broom, 1913; Broometta cairncrossi Chabakov, 1927]
    - †Atherstonia minor Woodward, 1893

  - Geslacht ?†Cryphaeiolepis Traquair, 1881
    - †Cryphaeiolepis scutata Traquair, 1881

  - Geslacht ?†Cteniolepidotrichia Poplin & Su, 1992
    - †Cteniolepidotrichia turfanensis Poplin & Su, 1992

  - Geslacht †Dicellopyge Brough, 1931
    - †Dicellopyge macrodentata Brough, 1931
    - †Dicellopyge lissocephalus Brough, 1931

  - Geslacht ?†Duwaichthys Liu et al., 1990
    - †Duwaichthys mirabilis Liu et al., 1990

  - Geslacht ?†Ferganiscus Sytchevskaya & Yakolev, 1999
    - †Ferganiscus osteolepis Sytchevskaya & Yakolev, 1999

  - Geslacht †Gyrolepis Agassiz, 1833 non Kade, 1858
    - †G. albertii Agassiz, 1833
    - †G. gigantea Agassiz, 1833
    - †G. maxima Agassiz, 1833
    - †G. quenstedti Dames, 1888
    - †G. tenuistriata Agassiz, 1833

  - Geslacht †Gyrolepidoides Cabrera, 1944
    - †G. creyanus Schaeffer, 1955
    - †G. cuyanus Cabrera, 1944
    - †G. multistriatus Rusconi, 1948

  - Geslacht ?†Palaeoniscinotus Rohon, 1890
    - †P. czekanowskii Rohon, 1890

  - Geslacht †Palaeoniscum de Blainville, 1818 [Palaeoniscus Agassiz, 1833 non Von Meyer, 1858; Palaeoniscas Rzchak, 1881; Eupalaeoniscus Rzchak, 1881; Palaeomyzon Weigelt, 1930; Geomichthys Sauvage, 1888]
    - †P. angustum (Rzehak, 1881) [Palaeoniscas angustus Rzehak, 1881]
    - †P. antipodeum (Egerton, 1864) [Palaeoniscus antipodeus Egerton, 1864]
    - †P. antiquum Williams, 1886
    - †P. arenaceum Berger, 1832
    - †P. capense (Bloom, 1913) [Palaeoniscus capensis Bloom, 1913]
    - †P. comtum (Agassiz, 1833) [Palaeoniscus comtus Agassiz, 1833]
    - †P. daedalium Yankevich & Minich, 1998
    - †P. devonicum Clarke, 1885
    - †P. elegans (Sedgwick, 1829) [Palaeoniscus elegans Sedgwick, 1829]
    - †P. freieslebeni de Blainville, 1818 [Eupalaeoniscus freieslebeni (de Brainville, 1818); Palaeoniscus freieslebeni (de Brainville, 1818)]
    - †P. hassiae (Jaekel, 1898) [Galeocerdo contortus hassiae Jaekel, 1898; Palaeomyzon hassiae (Jaekel, 1898)]
    - †P. kasanense Geinitz & Vetter, 1880
    - †P. katholitzkianum (Rzehak, 1881) [Palaeoniscas katholitzkianus Rzehak, 1881]
    - †P. landrioti (le Sauvage, 1890) [Palaeoniscus landrioti le Sauvage, 1890]
    - †P. longissimum (Agassiz, 1833) [Palaeoniscus longissimus Agassiz, 1833]
    - †P. macrophthalmum (McCoy, 1855) [Palaeoniscus macrophthalmus McCoy, 1855]
    - †P. magnum (Woodward, 1937) [Palaeoniscus magnus Woodward, 1937]
    - †P. moravicum (Rzehak, 1881) [Palaeoniscas moravicus Rzehak, 1881]
    - †P. promtu (Rzehak, 1881) [Palaeoniscas promtus Rzehak, 1881]
    - †P. reticulatum Williams, 1886
    - †P. scutigerum Newberry, 1868
    - †P. vratislavensis (Agassiz, 1833) [Palaeoniscus vratislavensis Agassiz, 1833]

  - Geslacht †Palaeothrissum de Blainville, 1818
    - †P. elegans Sedgwick, 1829
    - †P. macrocephalum de Blainville, 1818
    - †P. magnum de Blainville, 1818

  - Geslacht?†Shuniscus Su, 1983
    - †Shuniscus longianalis Su, 1983

  - Geslacht ?†Suchonichthys Minich, 2001
    - †Suchonichthys molini Minich, 2001

  - Geslacht ?†Trachelacanthus Fischer De Waldheim, 1850
    - †Trachelacanthus stschurovskii Fischer De Waldheim, 1850

  - Geslacht ?†Triassodus Su, 1984
    - †Triassodus yanchangensis Su, 1984

  - Geslacht ?†Turfania Liu & Martínez, 1973
    - †T. taoshuyuanensis Liu & Martínez, 1973
    - †T. varta Wang, 1979

  - Geslacht ?†Turgoniscus Jakovlev, 1968
    - †Turgoniscus reissi Jakovlev, 1968

  - Geslacht ?†Weixiniscus Su & Dezao, 1994
    - †Weixiniscus microlepis Su & Dezao, 1994

  - Geslacht ?†Xingshikous Liu, 1988
    - †Xingshikous xishanensis Liu, 1988

  - Geslacht ?†Yaomoshania Poplin et al., 1991
    - †Yaomoshania minutosquama Poplin et al., 1991